# Amphinome praelonga
Amphinome praelonga är en ringmaskart som beskrevs av William Aitcheson Haswell 1878. Amphinome praelonga ingår i släktet Amphinome och familjen Amphinomidae. Inga underarter finns listade i Catalogue of Life.